# Franck Charrier
Franck Charrier, né le 4 août 1977 à Angers, est un coureur cycliste français, devenu directeur sportif au sein de l'équipe U Anjou 49.

## Palmarès et classements mondiaux

### Palmarès par année
- 1999
  - 3e du Grand Prix de Saint-Georges-sur-Loire
- 2000
  - 1re étape du Tour du Canton de Saint-Ciers
  - 3e du Tour des Mauges
- 2001
  - 2e des Deux Jours cyclistes de Machecoul
  - 3e de Paris-Connerré
- 2002
  - Manche-Océan
  - Challenge Mayennais
  - 2ea étape du Tour de Nouvelle-Calédonie
- 2003
  - 2e de Paris-Connerré
- 2004
  - 3e du Circuit méditerranéen
- 2005
  - Grand Prix de Bavay
  - Paris-Connerré
  - 3e du Tour du Loiret
- 2006
  - Nantes-Segré
  - 3e étape des Boucles de la Mayenne
  - 2e et 9e étapes du Tour de Nouvelle-Calédonie
  - 2e de la Ronde du Canigou
  - 2e des Boucles de l'Austreberthe
  - 2e de Paris-Chauny
  - 2e du Circuit Jean Bart
  - 3e de la Route d'Or du Poitou
- 2007
  - Prix du Léon
  - Étoile d'or
  - 4e étape des Trois Jours de Cherbourg
  - Ronde mayennaise
  - 2e de la Mi-août bretonne
- 2008
  - Tour de la Dordogne :
    - Classement général
    - 2e et 3e (contre-la-montre) étapes

  - Tour de La Réunion :
    - Classement général
    - 3e et 5e (contre-la-montre) étapes

  - 2e du Circuit Jean Bart
  - 2e des Boucles de la Mayenne
  - 3e de Nantes-Segré
  - 3e du Grand Prix de Luneray
  - 3e du Tour de Gironde
- 2009
  - 2e du Grand Prix de Luneray
  - 2e du Grand Prix de Fougères
  - 3e du Grand Prix de Saint-Georges-sur-Loire
- 2010
  - Classement général des Trois Jours de Cherbourg
  - 2e du Circuit des deux provinces
- 2011
  - Nantes-Segré
  - Grand Prix de Malaquais
  - 3e du Tour des Deux-Sèvres
- 2012
  - Classement général du Tour des Mauges
  - 3e des Boucles Nationales du Printemps
- 2013
  - Ronde du Granit

### Classements mondiaux
| Année           | 2005   | 2006 | 2007 | 2008 | 2009 |
| --------------- | ------ | ---- | ---- | ---- | ---- |
| UCI Europe Tour | 1 282e | 968e | 782e | 192e | 990e |